# وزارة الدفاع (كازاخستان)
وزارة الدفاع في جمهورية كازاخستان ( MD RK ، (بالقازاقية: Қазақстан Республикасы Қорғаныс министрлігі)‏ ، (ҚР ҚМ)؛(بالروسية: Министерство обороны Республики Казахстан)‏ ، (МО РК) هي وكالة حكومية في كازاخستان وهي الهيئة التنفيذية الرئيسية في تنفيذ السياسة العسكرية. وزير الدفاع في جمهورية كازاخستان هو رئيس وزارة الدفاع، ومن واجباته ممارسة القيادة الإدارية للقوات المسلحة لجمهورية كازاخستان .
تأسست الوزارة لأول مرة في مايو 1992 بعد تفكك الاتحاد السوفيتي . كان أول وزير للدفاع هو الجنرال ساجادات نورماغامبيتوف الذي خدم من عام 1992 إلى عام 1995.

## عمل الوزارة
وتقوم وزارة الدفاع بالمهام التالية:
- تنفيذ سياسة الدفاع للدولة والإدارة العسكرية والسياسية والعسكرية والاقتصادية للقوات المسلحة لجمهورية كازاخستان
- لتكون بمثابة مقر للقوات المسلحة
- لممارسة أنشطتها وفقا لدستور جمهورية كازاخستان
- أن تكون بمثابة كيان قانوني في الشكل التنظيمي والقانوني لمؤسسة حكومية
- يتخذ القرارات التي يتم إعدادها بأوامر وتوجيهات وزير الدفاع والحكومة الكازاخستانية

## هيئة الأركان العامة

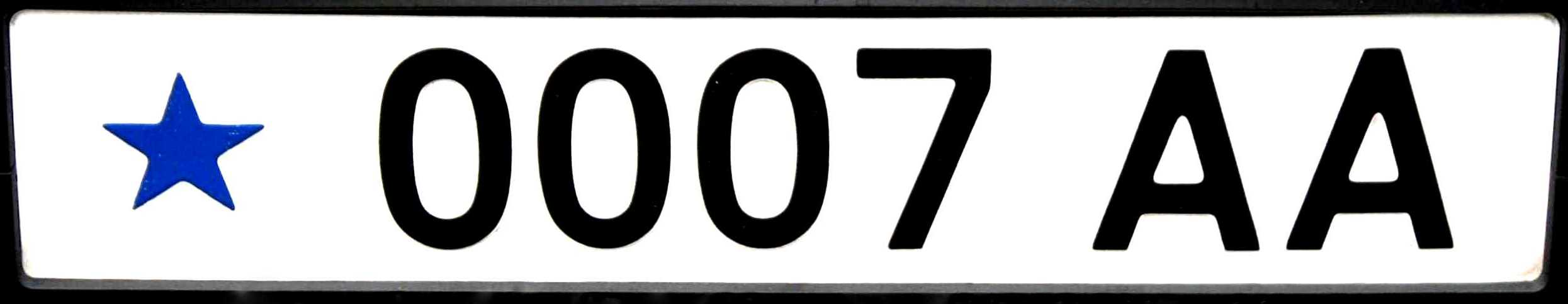
لوحة سيارة عسكرية تابعة لوزارة الدفاع الكازاخية.

هيئة الأركان العامة للقوات المسلحة لجمهورية كازاخستان هي الهيئة الرئيسية لإدارة القوات المسلحة للدولة في زمن السلم والحرب، وتنسق تطوير خطط بناء وتطوير القوات المسلحة والقوات الأخرى والتشكيلات العسكرية، وتدريبها العملياتي والقتالي والتعبئة، وتنظم وتنفذ تطبيق التخطيط الاستراتيجي وتفاعل القوات المسلحة والقوات الأخرى والتشكيلات العسكرية، كما تضع خطة للمعدات التشغيلية لأراضي البلاد في الدفاع.

## الهيكل التنظيمي للوزارة
الهيكل التنظيمي اعتبارًا من عام 2020:
- المديرية العامة للتربية البدنية
- المديرية العامة للإستعلامات والاتصالات
- المديرية العامة للمشتريات العامة
- الأرشيف المركزي لوزارة الدفاع
- مكتب القائد العام للقوات البرية
- إدارة قادة القوات والأسلحة القتالية
- مركز القيادة المركزية
- مركز الحد من الأسلحة
- مركز الدعم المترولوجيا
- مركز التقاعد
- نادي الجيش الرياضي المركزي
- مركز برامج الفضاء العسكرية
- مركز الممثلين العسكريين
- القسم الإداري
- إدارة التعاون الدولي
- قسم التدريب القتالي
- قسم الاقتصاد والمالية
- إدارة شؤون الموظفين والتعليم العسكري
- قسم العمل التنظيمي والتعبئة
- قسم المعلومات والاتصالات
- إدارة التخطيط والتعاون
- قسم العمل التربوي والعقائدي
- القسم القانوني
- إدارة السياسة العسكرية التقنية
- قسم العلوم العسكرية والابتكار
- المفتشية المالية الرئيسية
- المفتشية الرئيسية
- المديرية العامة لمراقبة السلامة
- المديرية العامة لتمركز القوات
- المديرية العامة للاتصالات
- المديرية العامة للقوات الخاصة
- المديرية العامة للدفاع الإقليمي
- المديرية العامة للشرطة العسكرية
- المديرية العامة لحماية أسرار الدولة وأمن المعلومات
- المديرية الطبية العسكرية الرئيسية [1]
- الشرطة العسكرية
- مكتب القائد العام لقوات الدفاع الجوي
- مكتب رئيس اللوجستيات والأسلحة
- مكتب للعمل مع الرقباء
- مكتب القائد العام للبحرية
- مركز تدريب الطيران
- مركز نظم المعلومات الجغرافية في كازاخستان
- كازسبيتس اكسبورت
- سرية حرس الشرف التابعة لوزارة الدفاع الكازاخستانية
- الفرقة العسكرية المركزية لوزارة الدفاع الكازاخستانية
- فيلق الضباط

### المديريات
أثناء تشكيل هيكل وزارة الدفاع في جمهورية كازاخستان في نوفمبر 1992، إلى جانب الإدارات والأقسام والخدمات الأخرى،

#### مديرية قوات الهندسة
تم تعيين العقيد مارات غارييف، رئيس الهندسة السابق في الجيش السوفييتي السابق الأربعين، ليكون أول قائد للمهندسين العسكريين في كازاخستان، وكان ضباطه من أولئك الذين خدموا سابقًا في مديرية قوات الهندسة في المنطقة العسكرية في آسيا الوسطى.  في عام 1993، كان هناك 12 وحدة هندسية سوفيتية في كازاخستان، وأصبح من الضروري إعادة تنظيم هذه الوحدات. في عام 1995، في كابشاجاي ، بسبب تخفيض 3 وحدات هندسية، تم تشكيل فوج المهندسين، وفي عام 2003 كان أول فوج في تاريخ القوات المسلحة يحصل على راية وزير الدفاع "للشجاعة والشجاعة العسكرية". وتم تشكيل أفواج مماثلة في القيادات الإقليمية الجنوبية والشرقية. ونتيجة لهجرة الكوادر من البلاد، تم تشكيل كلية الهندسة العسكرية في مدرسة القيادة العليا للأسلحة المشتركة في ألماتي، ومنذ عام 1997 تخرج جميع المهندسين العسكريين من هنا. 

### الوحدات

#### الشرطة العسكرية

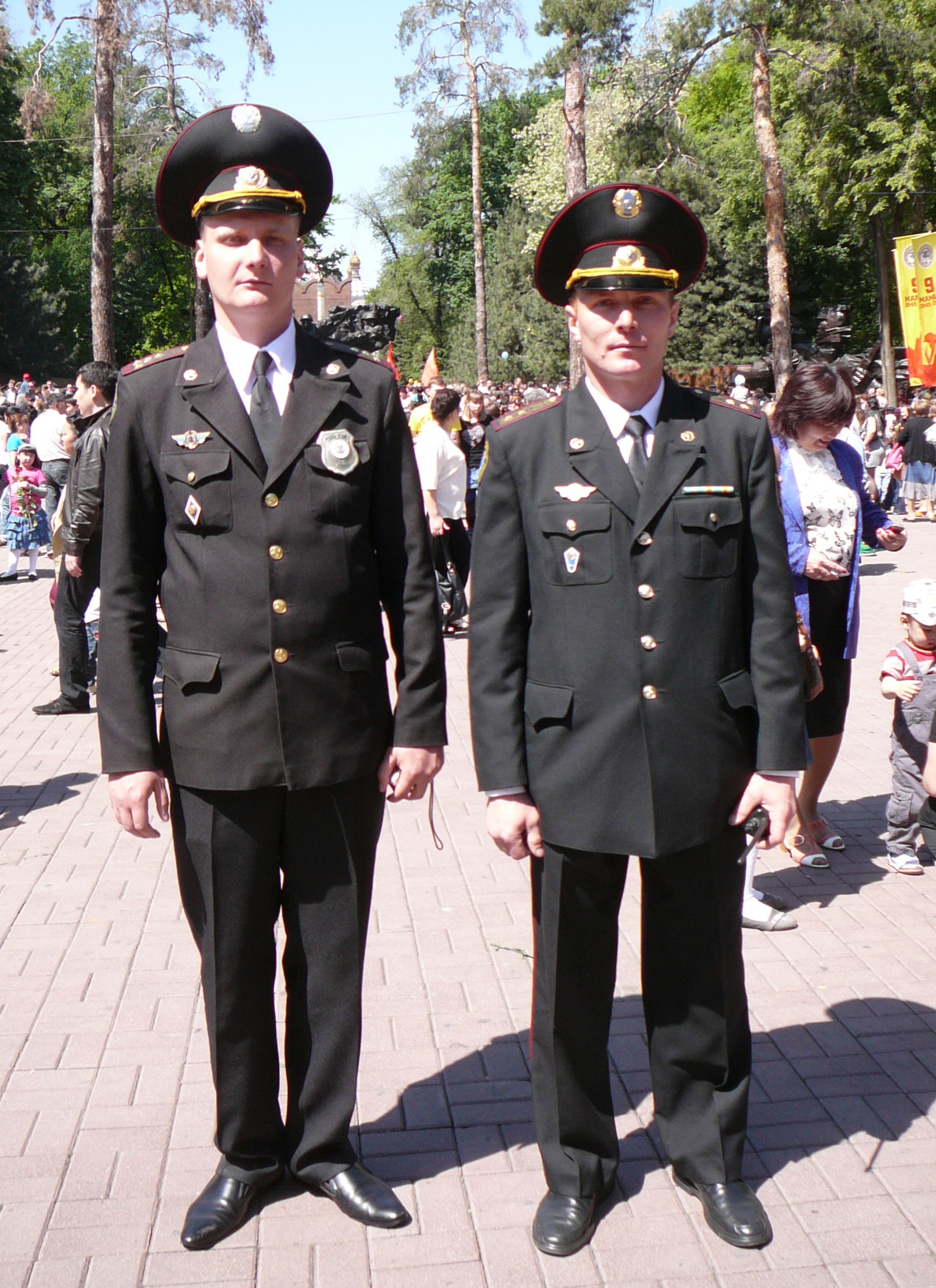
ضباط من الشرطة العسكرية الكازاخستانية يرتدون الزي الأسود غير الرسمي.

الشرطة العسكرية للقوات المسلحة الكازاخستانية ( (بالقازاقية: Әскери полициясы)‏ ,(بالروسية: Военная полиция)‏ هو فرع الشرطة العسكرية التابع لوزارة الدفاع. وهي تتكون من وحدات عسكرية خاصة تشكل تنظيميًا جزءًا من القوات المسلحة بالإضافة إلى أجهزة أمنية أخرى لضمان إنفاذ القانون والنظام. 

#### حرس الشرف والفرقة الموسيقية
تعتبر فرقة حرس الشرف والفرقة الموسيقية الوحدات العسكرية الرئيسية التابعة للوزارة وأحد الوحدات الاحتفالية العليا في البلاد. الشركة هي رسميًا جزء من اللواء 36 للهجوم الجوي التابع للقوات الجوية الكازاخستانية وتتكون من أفراد من القوات البرية والبحرية والقوات الجوية. كان العقيد ألكسندر بيلياكوف ( بالروسية : Александр Викторович Беляков) المدير الأصلي للفرقة في نوفمبر 1995 بعد أن كلفه الجنرال نورماغامبيتوف بقيادة الفرق الموسيقية الحاشدة في موكب يوم النصر في ساحة الجمهورية في ألماتي في مايو من ذلك العام.  في عام 2012، تم نقل الفرقة من ألماتي إلى العاصمة أستانا .

#### فيلق الضباط
فيلق تلاميذ وزارة الدفاع الكازاخستاني المسمى باسم شوكان واليخانوف (بالروسية: Кадетский корпус Министерства обороны Республики Казахстан имени Чокана Валиханова) أو فيلق تلاميذ شتشوتشينسكي هو مؤسسة تابعة للوزارة تم تشكيلها في 1 يوليو 1996 كمدرسة ثانوية أعدت الشباب الكازاخستاني للخدمة في الجيش والقيادة كقادة صغار للجيش والبحرية والقوات الجوية. وتقوم مدرسة أستانا زاس أولان الجمهورية بمهمة مماثلة اليوم. بعد شهر من تشكيلها، بلغ عدد المجندين في الفيلق 96 مجندًا، معظمهم جاءوا من مدرسة القيادة العليا لجميع الأسلحة في ألما-آتا (الآن المعهد العسكري للقوات البرية الكازاخستانية). في يوم التخرج الأول في 29 يوليو 1999، حيث تخرج 11 طالبًا من الفيلق وسجلوا في مؤسسات التعليم العالي، تلقى الفيلق علم المعركة الخاص به من قبل رئيس الفيلق آنذاك، العقيد كوانجالييف، ووزير الدفاع مختار ألتينباييف . يتمركز الفيلق حاليًا في مدينة شتشوتشينسك في منطقة أكمولا . 

### المنظمات

#### جريدةساربازي
تصدر صحيفة "ساربازي " (المحارب) عن هيئة الصحافة المركزية التابعة لوزارة الدفاع. تم إنشاؤه بالتعاون مع صحيفة Qysl әsker العسكرية التابعة للمفوضية العسكرية الكازاخستانية. ظهرت مرة واحدة في الأسبوع بالأحرف اللاتينية للغة الكازاخستانية . في الأول من نوفمبر 1969، بدأت صحيفة تسمى "راية المعركة" في الظهور في ألما آتا . وبما أن كل منطقة في ذلك الوقت كانت تمتلك صحيفتها المطبوعة الخاصة، فقد كانت المنطقة العسكرية في آسيا الوسطى تتمتع بالسيطرة المباشرة على الصحيفة. في مايو 1989، توقف النشر بسبب إلغاء المنطقة، وتم حل مكتب التحرير. بين عامي 1989 و1992، استكشفت القوات المسلحة فكرة إعادة إنشاء صحيفة. صدر العدد الأول في 16 ديسمبر 1992 باللغتين الكازاخستانية والروسية. 

#### مركز الطب العسكري
يضم مركز الطب العسكري 76 موظفًا وخبيرًا وطبيبًا. بدأ تاريخ مركز الطب العسكري، الذي لا يوجد له مثيل في آسيا الوسطى، في 1 نوفمبر/تشرين الثاني 1969، عندما تم إنشاء المختبر الجنائي للمنطقة العسكرية في آسيا الوسطى. بعد حصول كازاخستان على استقلالها، تمت إعادة تسميته بالمختبر الطبي المركزي التابع لوزارة الدفاع. في عام 2010، حصلت المؤسسة على اسمها الحالي. منذ عام 2011، شملت التدريب للطاقم الطبي للقوات المسلحة الكازاخستانية. يقدم المركز الطبي التعليم في مجال الطب العسكري ويتولى العمل التنظيمي والتعليمي في مجال التدريب المتقدم وتدريب الدورات. يشارك أعضاء هيئة التدريس في تدريب قوات حفظ السلام التابعة لبعثات الأمم المتحدة .  وهي تابعة للمديرية الطبية العسكرية الرئيسية بوزارة الدفاع.

#### نادي الجيش الرياضي المركزي
نادي الجيش الرياضي المركزي (بالروسية: ЦСКА)‏ نادي تسيسكا موسكو الرياضي (CSKA) هو نادي رياضي كازاخستاني مقره ألماتي .  يعود تاريخ الرياضة العسكرية في كازاخستان إلى عام 1970، عندما تم تشكيل كتيبة رياضية في المنطقة العسكرية في آسيا الوسطى، والتي شكلت في عام 1974 شركة الرياضة 42، وفي وقت لاحق، النادي الرياضي الثاني عشر للجيش في عام 1978. بتوجيه من هيئة الأركان المركزية لاتحاد الجمهوريات الاشتراكية السوفياتية، في 5 يناير 1990، تحول النادي الرياضي للجيش الثاني عشر إلى فرع لنادي وسام لينين الرياضي المركزي. بعد الاستقلال الذي تحقق في 11 فبراير 1992، أعيد تنظيمه ليصبح نادي الجيش الرياضي المركزي التابع للجنة الدفاع عن الدولة. في مارس 1994، تم تغيير اسمها إلى لجنة الرياضة التابعة لوزارة الدفاع في جمهورية كازاخستان.  تم ضم 9 رياضيين من النادي إلى المنتخب الوطني في دورة الألعاب الجامعية الشتوية 2017 في ألماتي، حيث تنافسوا في رياضة البياتلون والتزلج الريفي على الثلج والهوكي على الجليد .  في يوليو 2019، حطم عضو النادي سيرجي تسرنيكوف، حامل الرقم القياسي في موسوعة غينيس أربع مرات، رقمًا قياسيًا باستخدام يد واحدة فقط لدق المقالي والألواح الخشبية في أقل من دقيقتين.   

#### كازسبيتس اكسبورت
كازبيتس إكسبورت هي شركة حكومية يتم تمويلها ومراقبتها من قبل وزارة الدفاع في كازاخستان. في يناير 2012، وقعت شركة إيرباص العسكرية عقدًا ثابتًا مع شركة كازبيتس إكسبورت لتوريد طائرتين للنقل العسكري من طراز إيادس كاسا سي-295 بالإضافة إلى حزمة دعم الخدمة ذات الصلة لقطع الغيار ومعدات الدعم الأرضي. 

## الجوائز

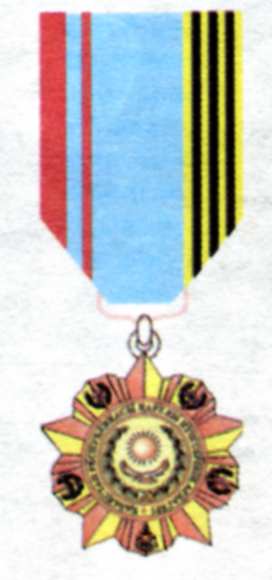
وسام "محارب قديم في القوات المسلحة"
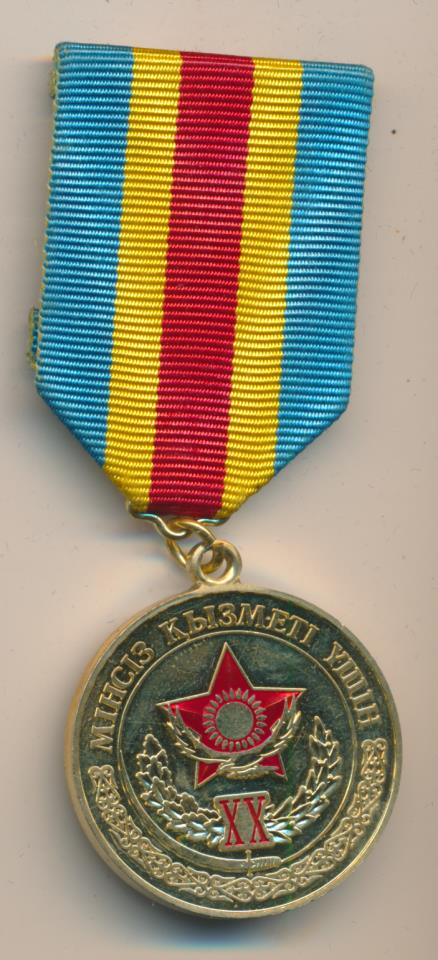
ميدالية "الخدمة القوية من العيوب" من الدرجة الأولى
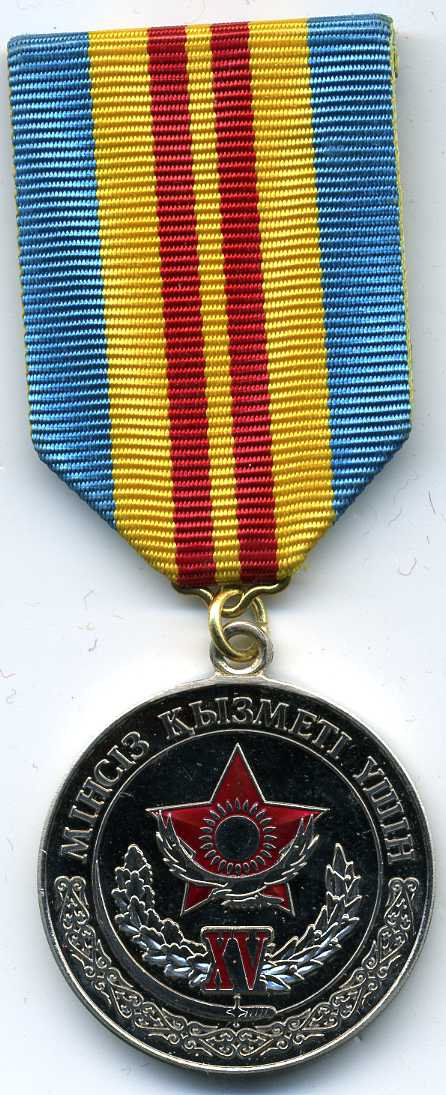
ميدالية "الخدمة القوية من العيوب" من الدرجة الثانية
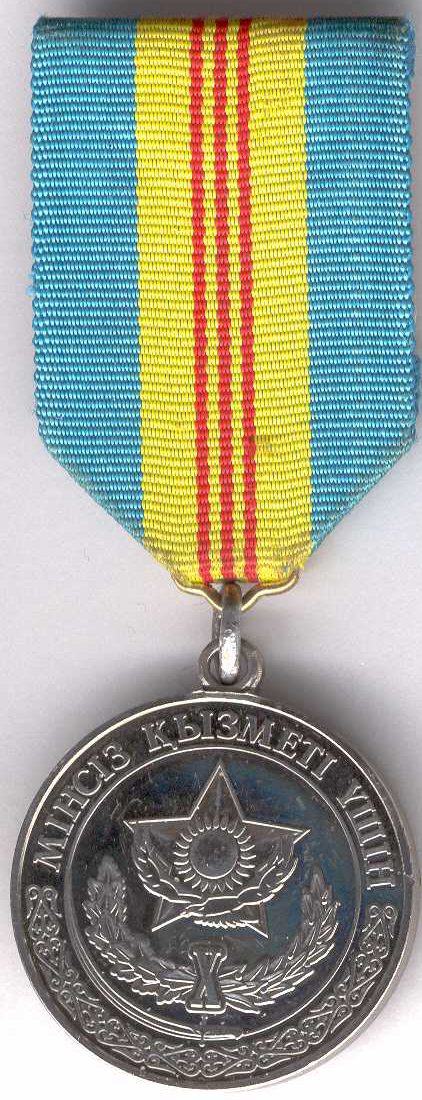
ميدالية "الخدمة التوفيق من العيوب" من الدرجة الثالثة
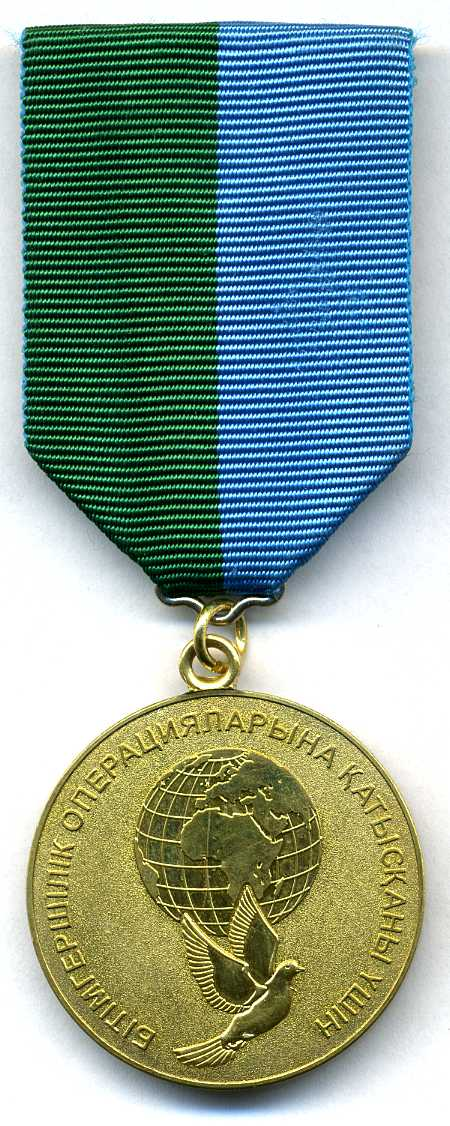
ميدالية "المشاركة في عمليات حفظ السلام"
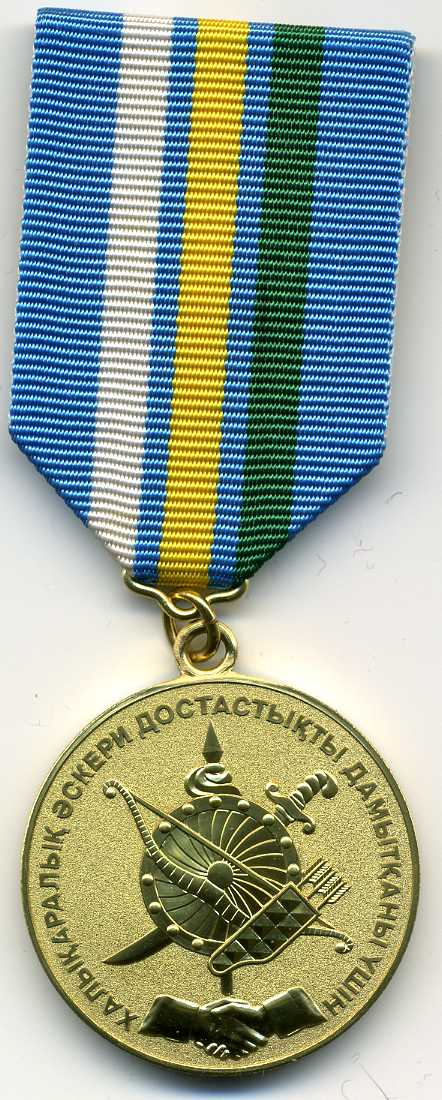
ميدالية "للمساهمين في تطوير التعاون الدولي"
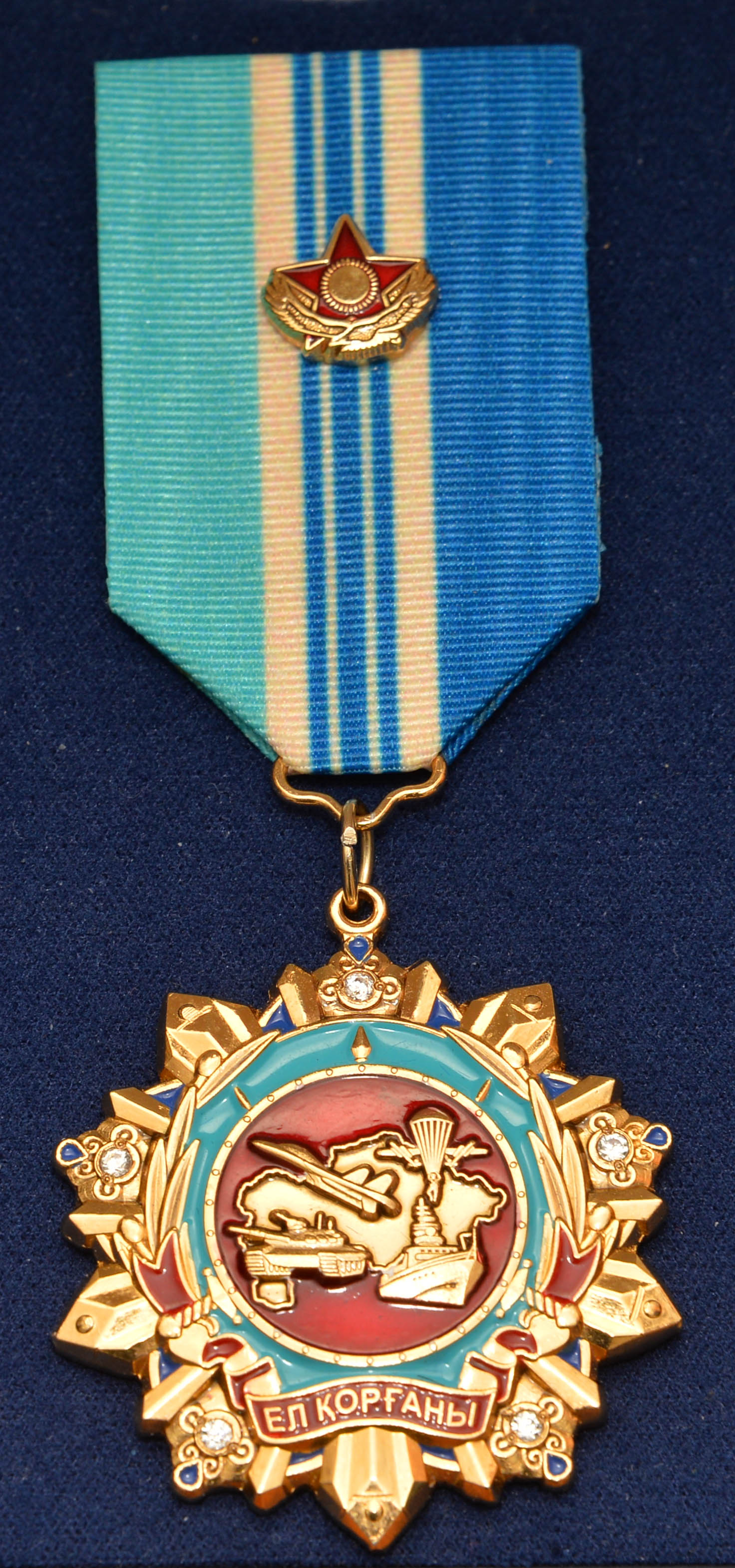
وسام "المدافع عن الوطن" من الدرجة الأولى
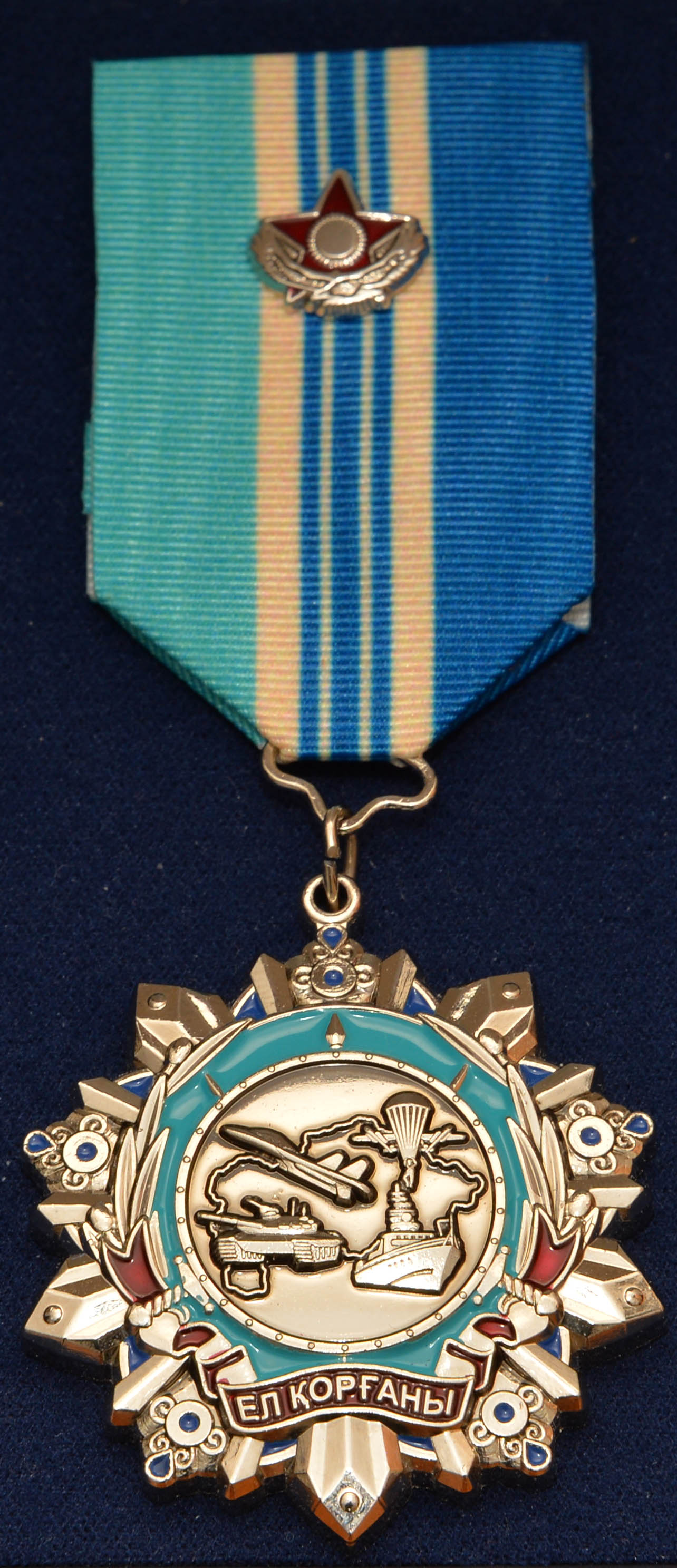
وسام "المدافع عن الوطن" من الدرجة الثانية
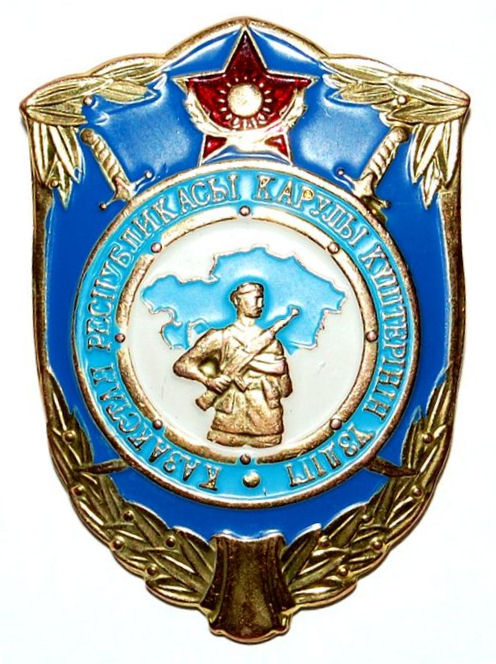
وسام "الخدمة المتميزة"
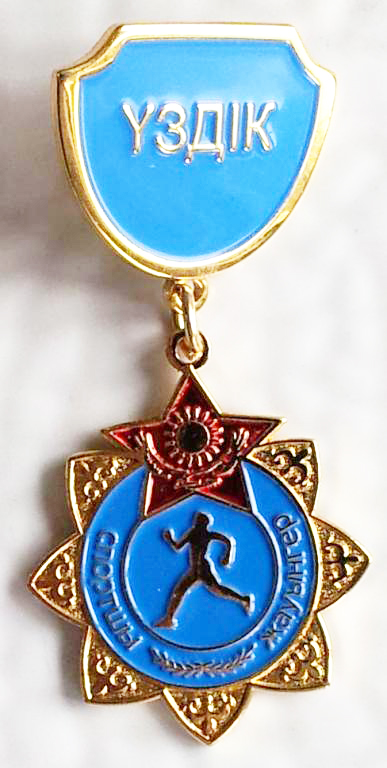
أفضل رياضي محارب
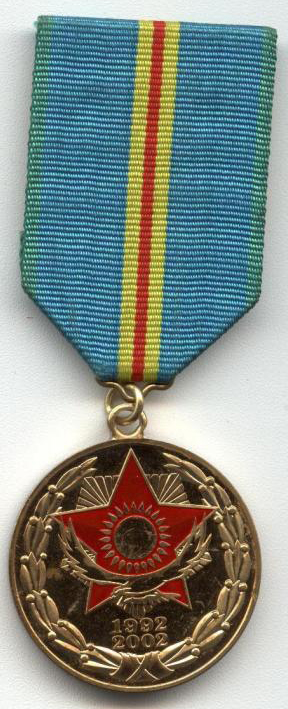
ميدالية اليوبيل "10 سنوات من عمر القوات المسلحة الكازاخستانية"
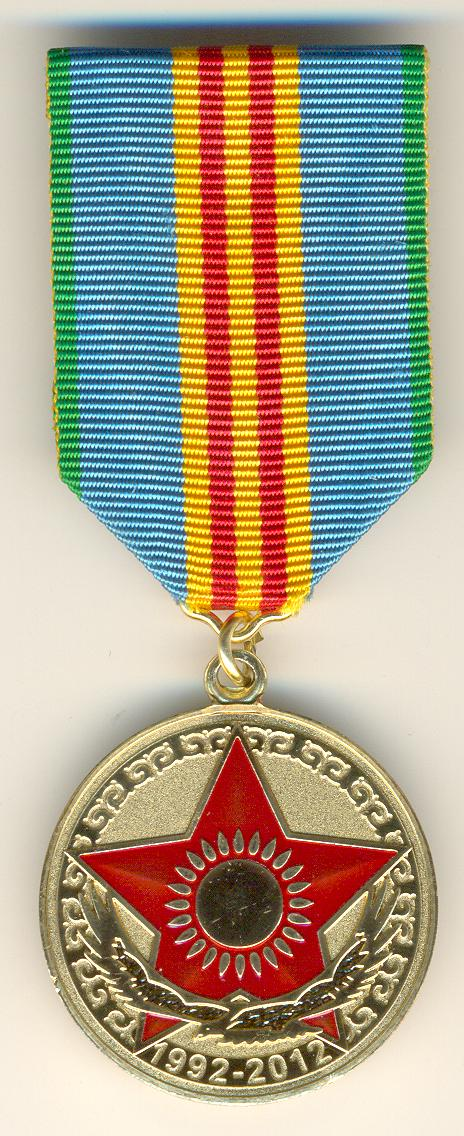
ميدالية اليوبيل "20 عامًا من عمر القوات المسلحة الكازاخستانية"

## أنظر أيضاً
- وزارة الدفاع (طاجيكستان)
- وزارة الدفاع (قيرغيزستان)
- وزارة الدفاع (تركمانستان)
- وزارة الدفاع (أوزبكستان)